# Sven Salén
Sven Gustaf Salén (Borås, 8 de noviembre de 1890-Estocolmo, 29 de octubre de 1969) fue un deportista sueco que compitió en vela en la clase 6 Metre. Participó en dos Juegos Olímpicos de Verano en los años 1936 y 1952, obteniendo una medalla de bronce en Berlín 1936 en la clase 6 Metre.

## Palmarés internacional
| Juegos Olímpicos | Juegos Olímpicos  | Juegos Olímpicos  | Juegos Olímpicos |
| Año              | Lugar             | Medalla           | Clase            |
| ---------------- | ----------------- | ----------------- | ---------------- |
| 1936             | Berlín (Alemania) | Medalla de bronce | 6 Metre          |